# MUSIC MUSCLE
『MUSIC MUSCLE』（ミュージック・マッスル）は、日本の女性歌手、大黒摩季の14枚目のオリジナル・アルバム。2018年12月5日にビーイングより発売された。

## 概要
復帰後初、なおかつ8年ぶりとなるオリジナルアルバム。2016年の復帰後から制作されてきた新曲25曲と、さらに彼女の敬愛するアレサ・フランクリンのカバー2曲(ボーナス)トラックによる全27曲が収録されている。
アルバムタイトルについて、「" MUSIC MUSCLE " とは、 " 音楽筋 " 。つまり、スポーツ選手が勝負に勝つために、記録を更新していくために、日々自らをストイックに鍛え上げていくのに対してと同様、ミュージシャンにも"よい作品を作り上げ "、またそれを"ライブ・ステージという場で表現していく "ための筋肉が必要である。それを維持し更に追い込み鍛え上げるため、彼女を支える多くの愛... ＝" LOVE MUSCLE " を抱擁し循環してゆく心も鍛えあげることで、よりクオリティの高いレベルに上っていける。」ことから名付けられた。
選曲にあたっては、日々と自分自身と戦う心を鼓舞し、熱をあげるためのHyper Soundを中心にしたDisc1を「FIGHTING MUSCLE」、疲れた心と体を休ませ、大黒が言う、大人になると必要な『 癒し、というより自分への許し。』を表現したDisc2を「RESTING MUSCLE」と、用途に合わせて選別がなされている。
2016年発売の『Greatest Hits 1991-2016 〜All Singles +〜』より開始した、初回限定のBIG盤（A4サイズ・スペシャルパッケージ）とSTANDARD盤の2形態で発売された。BIG盤にはDisc3にDVDが付属しており、PVや1年半に及んで開催された、47都道府県全国ツアー『Maki Ohguro 2017 Live-STEP!! 〜Higher↗↗Higher↗↗中年よ熱くなれ!! Greatest Hits +〜』のダイジェスト映像が収録されているほか、大黒のメッセージ映像の視聴用・スペシャルフォトのダウンロード用のURLとQRコードが封入されている。

## 収録曲

### DISC-1　FIGHTING MUSCLE
1. LOVE MUSCLE
  - 作詞・作曲：大黒摩季 / 編曲：徳永暁人
  - 配信限定の先行シングルとして2018年10月20日にリリースされた。
  - 若い世代へのメッセージを含んだ、少年が主人公の純愛・青春ラブソング。
  - アルバムのリード曲として、スタッフよりかつての「熱くなれ」的な存在のオーダーがあり、仮タイトルは「熱くなる」として作られた。大黒と同期でありレーベルメイトでもあったギター・柴崎浩、キーボード・大島康佑という初期のWANDSメンバー、サックス・ソロには「熱くなれ」の演奏もした勝田一樹という、90年代大黒摩季を体感した世代が勢ぞろいした。初期の大黒摩季を彷彿とさせる布陣による、彼女の王道HyperデジロックSoundに、大黒の教える専門学校の先輩であり、青春時代の憧れでもあるベース・渡辺敦子、ドラム・富田京子のプリンセスプリンセス、リズム・セクションの二人もレコーディング参加している。
2. Higher↗↗Higher↗↗
  - 作詞・作曲：大黒摩季 / 編曲：DJ.YUTAKA, m.c.A・T
  - 2016年、病気療養から復帰して最初に制作した作品。2016年8月10日リリースの配信シングル「Higher↗︎↗︎Higher↗︎↗︎ 〜Single ver.〜」と異なり、アルバム・バージョンとなっている。
  - ミズノ WAVE RIDER 20 TVCMソング。
  - 歌詞には、復帰のテーマとした「若い世代を奮い立たせるには、まず彼らに背中を見せるべき私達の世代が熱くならないと！」という同胞達を鼓舞するメッセージを盛り込んでいる。かつてのヒット曲である「熱くなれ」「チョット」「DA・KA・RA」などのタイトルが時代背景のパーツとして使われている。
3. Lie, Lie, Lie,
  - 作詞・作曲：大黒摩季 / 編曲：Rockin’ MaMa
  - 34thシングルとして2017年9月27日にリリースされた。
  - TV アニメ「名探偵コナン」オープニング・テーマ（2017年8月5日～12月23日）。大黒摩季お得意の軽快なラテン・サウンドにブラス・セクションが光るナンバー。
4. リベンジ
  - 作詞・作曲：大黒摩季 / 編曲：Rockin’ MaMa
  - 34thシングルのカップリング曲。
  - 中国テンセントの配信アニメ「全職高手 (Master of skill)」の主題歌。同国で人気俳優の汪東城が歌唱し、プロデュースは同世代で最高峰のクリエイトをしようと結成された大黒摩季・原田喧太・徳永暁人で成るRockin’MaMaで行われ、Vocalディレクションは大黒摩季が担当した。このアニメは人気を博し、2019年にシーズン２、そして映画の公開も決まっている。
5. 笑顔のトビラ
  - 作詞・作曲：大黒摩季 / 編曲：徳永暁人
  - 明治安田生命の新コーポレートソングとして、2017年に書き下ろした作品。作詞作曲の依頼を受け、現場で働く営業職員にも自ら取材、全国営業所からの膨大なアンケートを集約し、女性が笑顔でポジティブに働くためのエールが溢れた朗らかな作品に仕上がっている。明治安田生命では、毎朝、この歌を社員全員で歌唱し、仕事に臨んでいる。
6. My Will ～世界は変えられなくても～
  - 作詞・作曲：大黒摩季 / 編曲：徳永暁人
  - テレビ朝日系ドラマ「科捜研の女」（2016年・第16シリーズ）の主題歌。
  - ライブではすでに披露され、「主役の榊マリコさんや女性の応援歌をオーダーされて作ろうと思ったのが、療養中の自分を重ね過ぎて、気づいたら大黒摩季物語になってしまいました（苦笑）」と語っている。
7. Naturally
  - 作詞・作曲：大黒摩季 / 編曲：小野塚晃  / feat. DIMENSION & KENNY from SPiCYSOL
  - アルバムDisc1、FIGHTING MUSCLEの中で、海を描きながらレイドバックして聞けるAOR的な曲を作ろうということで、編曲をDIMENSIONの小野塚晃に委ね、同じくギター・増崎孝司、サックス・勝田一樹も参加した上質で爽やかな作品。デュエット・ボーカルには、大黒摩季がサーフィン仲間として知り合い、そのSEAヴォイスに惚れ込んだSPiCYSOLのKENNYが参加している。
8. Spotlight
  - 作詞・作曲：大黒摩季 / 編曲：池田大介
  - 配信限定シングルとして2018年6月20日にリリースされた。
  - 2016年10月、親友・藤原紀香と片岡愛之助の結構披露宴に招かれ、２人へのプレゼントに！と個別にインタビューを重ね曲を作り、披露宴３時間前ギリギリに出来上がり、歌詞にあたってはリハーサルではまだ納得できずに本番歌いながら完成していったという、本人曰く神曲。当日は、柴田敏孝のピアノ１本をバックに歌われたが、アルバムでは池田大介を編曲に迎え、フル・オーケストラでレコーディングされた。
9. 泣いていいんだよ
  - 作詞・作曲：大黒摩季 / 編曲：小倉博和
  - Hyperな曲を並べて聴くうちに、『夢を諦めなければならなかった人を置いてきぼりにしてはいけない。強がって意地を張り続けたかつての私を泣かせてくれた、温かいメロディーを自分も作らなければ。』と他曲のレコーディング中、作詞・作曲も同時に、降りて来たという作品。編曲、アコースティック・ギターには名匠・小倉博和が参加した。
10. Because, You...
  - 作詞・作曲：大黒摩季 / 編曲：春畑道哉  / feat. 春畑道哉 from TUBE
  - 配信限定シングルとして2018年5月27日にリリースされた。
  - 壮大なバラードを！ということで、制作された曲。全国ツアーのFinal Seasonで披露され、2018年5月7日の中野サンプラザ公演には、春畑自身がゲストで出演、大黒曰く「歌よりうたう、泣きの春さんソロ」というメロディアスなギター・ソロを奏でた。また春畑のたっての希望により、ツアーにも参加したLUNA SEAの真矢がレコーディングのドラムを担当。ストリングスには、大黒が日本一リズムの良いロックなオケと敬愛する弦一徹ストリングス、アレンジは弦一徹を率いる奇才、落合徹也が担当。
11. 時のしづく
  - 作詞・作曲：大黒摩季 / 編曲：田中義人  / feat. Zeebra
  - 『誰一人、無駄な命はない。すべての人が時の時代の一部。普遍のテーマに挑みたい。』と作られた楽曲。オリエンタルなメロディーをアバンギャルドなミクスチャーアレンジの中で引き立たせたのは、ギター・プロデューサーの田中義人。現代音楽の象徴でもあるHip-Hopを牽引するZEEBRAがRAPを担当、普遍の象徴として中国の唐時代から演奏される二胡をジャー・パンファンが奏で、オリエンタルなムードを掻き立てると、途中、大胆に入って来るZEEBRAのRAP がソリッドにメッセージする作品となった。
12. FIGHT★GO☆FIGHT ～戦えBLOODY HEART～
  - 作詞・作曲：大黒摩季 / 編曲：AKIRA  / feat. TAKUYA
  - Hip-Hop、R&Bを主とするプロデューサー、Multi作家であるAKIRAが編曲。SNSをはじめ管理過多なネット社会の歪みの中で静かに擦り減るパーソナリティーを打破するための強いギターということで、元JUDY AND MARYのTAKUYAが参加。歌詞は、大黒摩季が得意とする女性の生き様を鼓舞する深層に社会への懐疑と反骨がCleverに表現されている。
13. EXPLOSION
  - 作詞：大黒摩季 / 作曲：原田喧太＆大黒摩季 / 編曲：原田喧太
  - ROCKギタリスト・プロデューサー原田喧太の編曲ということで、ギターリフから作られた野性的なサビのフレーズとPOPな80’sメロディーに、EDMやレイヴ系ダンスミュージック音源をちりばめサイバーなハードロックに仕上がった。ツアーバンド・メンバーでレコーディングしたいという大黒摩季の希望で、ベース・徳永暁人、キーボード・柴田敏孝、ドラム・平陸が参加。
14. latitude ～明日が来るから～
  - 作詞・作曲：大黒摩季 / 編曲：徳永暁人
  - 配信限定シングルとして2017年10月26日リリースされた。
  - 2017年12月に全国公開された映画「写真甲子園 0.5秒の夏」の主題歌として制作された。大黒の故郷、北海道の東川町で毎年実際に開催されている高校生の写真コンテスト「写真甲子園」２５周年を記念し、映画化された。舞台となった北海道東川町に招聘され、実際の「写真甲子園」の表彰式、そして東川町の夏のイベントにも参加し、イベント始まって以来最高の12,000人を集めた。

### DISC-2　RESTING MUSCLE
1. 女はつらいよ。
  - 作詞・作曲：大黒摩季 / 編曲：原田喧太
  - 配信限定シングルとして2018年7月20日にリリースされた。
  - 大黒摩季オリジナルとしては初めてとなるストレートなブルースにトライした作品。父であり名俳優であった原田芳雄をはじめ、桑名正博のもとで十代からギタリストとしてブルースに触れてきた原田喧太の編曲のもと、ドラム・村上"ポンタ"秀一、キーボード・小島良喜、ベース・鮫島秀樹、コーラス・坪倉唯子という日本の音楽シーンの大御所ミュージシャンを集め、レコーディングされた。ブルージーなメロディーの中にも、歌詞は、家庭を守りながらも旦那や子供にストレスを抱える普通の主婦の思いをコミカルに代弁したエレジーとも言える曲。途中に入ってくるセリフは、TUBEの前田亘輝。
2. 親心ブルース
  - 作詞・作曲：大黒摩季 / 編曲：原田喧太  / feat. 原田喧太
  - 配信限定シングルとして2018年8月20日にリリースされた。
  - 「女はつらいよ。」同様に、原田喧太の編曲によりブルージーな70’s ROCKサウンドに仕上がっている。デュエット・ボーカルとして原田喧太自身も参加している。ドラム・村上"ポンタ"秀一、ベース・鮫島秀樹に、キーボード・柴田敏孝が参加、クラビネットの軽快なリフを聞かせる。歌詞は、共に歩んできたファンが親世代となり、子供へ伝えきれない親の本音を代弁する内容となっている。大黒曰く、「家族でカラオケにいった中で夫婦でカッコ良いデュエットをしたらきっと子供も嬉しくなる」作品となっている。
3. マリンタワーに着くまでに
  - 作詞・作曲：大黒摩季 / 編曲：徳永暁人
  - 徳永暁人の編曲に、ギター・大賀好修、キーボード・大楠雄蔵、ドラム・車谷啓介というフュージョングループ・Sensation からのメンバー、コーラス・岡崎雪ら大阪のミュージシャンが参加し、大阪・GIZA studioのスタジオでセッションレコーディングされた。歌詞は、セッション中男性陣がイメージする可憐な大人の女性キャリア、バブル時代の横浜、海景ドライブ、大人のプラトニック、もどかしい距離感を演奏しながらつむいでいったという。
4. 鉄板ガール
  - 作詞・作曲：大黒摩季 / 編曲：ミトカツユキ  / feat. ミトカツユキ
  - 編曲は、SOUL・R&B系シンガーソングライター・キーボーディストのミトカツユキが担当した。歌詞も、ちょっと気の弱い地味な女の子が、特有のネガティブ思考をポジティブフレーズに変換し自己肯定から恋に飛び込むというような、大黒摩季鉄板のCUTEでPOP、リアルな世界観が弾むように繰り広げられている。
5. Higher↗↗Higher↗↗ ～Salsa ver.～
  - 作詞・作曲：大黒摩季 / 編曲：相川等  / feat. オルケスタ・デ・ラ・ルス
  - Disc-1 のM2. に収録されている同曲を更に年齢層を高めた視線で歌詞を変化させ、編曲には大黒がラテンMasterと慕うオルケスタ・デ・ラ・ルスのメンバーである相川等を迎え、ボーカルのNORA、JINもコーラスとして参加するなど、メンバーも全員が演奏しゴージャスにレコーディングされた。オリジナル・バージョンでかつてのヒット曲のタイトルを散りばめていたところも、こちらでは「夏が来る」「アンバランス」「DA・KA・RA」が登場し、スペイン語も盛り込まれている。
6. あなたは私の苦しみがわかりますか
  - 作詞・作曲：大黒摩季 / 編曲：楠井五月
  - セルフカヴァー＆洋楽カヴァーアルバム " Luxury "ツアーで共演したベース・楠井五月のコントラバスをメインに、生演奏のレコーディング、楽器のコレクターでも名高いエンジニア・橋本まさしと共に、セッションレコーディングをしながらゼロから作品を構築した。大黒本人が、ヴォーカルスキルの真価を問われる音楽、シャンソンに挑戦したいという意志のもとに、POPミュージックの根幹である構成力やロジックをおいて、丸腰で楽器と戯れることから始めようとなり、橋本のスタジオにあるヴィンテージ楽器を並べ、（Wurlitzerピアノ、足踏みオルガン、チェレスタ、クラシックピアノなど）触れ、閃くまま演奏のままにメロディーをつむいだ。鍵盤楽器はすべて大黒摩季自ら演奏している。
7. Mama forever
  - 作詞・作曲：大黒摩季 / 編曲：柴田敏孝
  - 34thシングルのカップリング曲のアルバムバージョン。
  - 2016 年に毎日放送系列で放送されたドキュメンタリー番組「情熱大陸」で、その制作過程の一部が紹介された曲。シングル「Lie, Lie, Lie,」のカップリングとして自らの演奏するピアノでの弾き語りで発表されていたが、『リアリティーより、同じ境遇の人達に希望と輝きを感じて欲しい。 』と今回はアルバム用にツアー・メンバーのキーボード・柴田敏孝がリアレンジ。同じくツアーメンバーでもあるサックス奏者の竹上良成がナイーブなフルートを奏で、レコーディングし直された。歌詞は、障害を持つ母に対する思いを余すことなく素直に歌っている。
8. Harmony
  - 作詞・作曲：大黒摩季 / 編曲：徳永暁人  / feat. 徳永暁人 from doa
  - 配信限定シングルとして2018年9月20日にリリースされた。
  - doaの徳永暁人とのデュエットが美しいハーモニーを聞かせるバラード。大人同士のカップルが、言葉ではなく自然に寄り添える曲が作りたい、『ハモることは、誤解というリスクのない最大のコミュニュケーションだよね。』というイメージのもと、M3. 同様、ギターに大賀好修と徳永暁人と共にセッションレコーディングに臨んだ。当初はコーラス的にコラボレーションするつもりだったが、徳永がリードヴォーカルを務めたdoa2006年のシングル 「心のリズム飛び散るバタフライ」をプライベートでも聞いていた大黒が、『あの声にハモりたい。』ということで、結果デュエットに進化した。徳永自身もアコースティック・ギターを弾き、大阪・GIZA studioのスタジオでレコーディングされた。
9. CRASH & RUSH 🔥
  - 作詞：大黒摩季 / 作曲：原田喧太＆大黒摩季 / 編曲：原田喧太  / feat. doa
  - 配信限定シングルとして2018年5月27日にリリースされた。
  - ファンにとって鉄板の人気アルバム曲「ROCKs」を彷彿とさせるUpperなハード・ロック・ナンバー。編曲をギター・原田喧太、ブラス・アレンジをツアー・メンバーでもある竹上良成が担当している。歌詞も、大黒摩季が二十歳の時にアメリカを放浪した道筋をたどりながら自由を取り戻して行くという、ポジティブな世界観が出ている。コーラスにはdoaが参加。
10. Zoom Up★
  - 作詞・作曲：大黒摩季 / 編曲：原田喧太  / feat. Booooze
  - 配信限定シングルとして2017年10月26日にリリースされた。
  - 映画「写真甲子園 0.5 秒の夏」の挿入歌。原田喧太の編曲のもと、大黒摩季が講師を務める札幌放送芸術＆ミュージック・ダンス専門学校の教え子でもあったハード・ロック・バンド "Booooze" が起用され、ボーカル・アキラとのデュエットを聞かせる。まだ世の中が見えていな青春時代だからこそ、今、というエメルギーを爆発させようというポジティブ・ソング。
11. 東京 ロケンロー
  - 作詞・作曲：大黒摩季 / 編曲：麗蘭  / feat. 麗蘭
  - 編曲に、元RCサクセションの仲井戸麗市と元ストリート・スライダーズの土屋公平という２人のギタリストからなる麗蘭を迎えてレコーディングされたミディアム・ロック・ナンバー。『政治や音楽についての論議やポリシーは、若い時に歌っても響かない。大人になるまでこの手のものは作らないと決めていたけれど、ある程度、酸いも甘いも噛み分けてそろそろ作ってみようと思った。音はそのものがいい。』その思いから、大黒が憧れ尊敬する『 麗蘭でないとダメなんです。』その、一途な願いが叶った。全編に70年代ロックのテイストが醸し出されている。コーラスに麗蘭の２人も参加している。
12. Bonus Track-1 Respect
  - 作詞・作曲：Otis Reding / 編曲：小島良喜 / 訳詞：光永泰一朗＆大黒摩季  / dedicated to Aretha Franklin
  - 大黒摩季が敬愛して止まないアレサ・フランクリンがアルバム制作の終盤に逝去。彼女への追悼として最後にレコーディングされた。それも、プロ・ミュージシャンになって最初にレコーディングし初リリースとなった、1991年コンピレーション・アルバム「ROYAL STRAIGHT SOUL　」の名盤に収録された「Respect」、『大黒摩季復活のアルバムなら、21歳の自分と同じキーで同じメンバーで、当時の自分にリベンジしたい。』ということで、当時のメンバーでもう一度と試みたが、逝去された方もおり全員揃うことが叶わず、その中からドラム・村上"ポンタ"秀一、キーボード・小島良喜、パーカッション・斎藤ノブ、SAXとブラスセクションは勝田一樹セクション、が参加、編曲は小島良喜によって進められた。コーラスには、当時と同じく坪倉唯子が参加。原曲通り英語でのカバーだが、ブックレットには光永泰一朗＆大黒摩季による日本語の訳詞も収められている。
13. Bonus Track-2 (You Make Me Feel Like) A Natural Woman
  - 作詞・作曲：Otis Reding / 編曲：小島良喜 /訳詞：光永泰一朗＆大黒摩季  / dedicated to Aretha Franklin
  - Bonus Track-1. と同じメンバーでレコーディングされたが、原曲に忠実にということで、弦一徹のストリングスや勝田一樹編曲のブラス・セクションが加わり、ゴージャスなサウンドになっている。コーラスには、ほとんど人のコーラスには参加しないという吉田美奈子が参加。大黒が少女時代憧れ、コピーし、ソウルフルな歌い方を広げてくれたヴォーカリストということで、コーラスにおいて直接の師匠と呼ぶ坪倉唯子と共に三人で織りなすコーラスダビングで大黒は、『学びたいあまりに、ほとんど口がきけなかった。駆け出しの頃と同じ気持ちになれて成長した気がする。』と幸せそうな笑顔に溢れていた。90年代、大黒摩季はこの曲のタイトルをFMノースウェイブの自分のパーソナリティ番組のタイトルにしていたほど思い入れが深かった。こちらもブックレットには光永泰一朗＆大黒摩季による日本語の訳詞が収められている。

### DISC-3　DVD (BIG盤のみ)
1. LOVE MUSCLE (Music Video)
2. Lie, Lie, Lie (Music Video)
3. My Will ～世界は変えられなくても～ (Music Video)
4. latitude ～明日が来るから～ (Music Video)
5. Zoom Up ★ (Music Video)
6. Rockin' MaMa SPECIAL TALK
7. Mama forever (Recording Document)
8. Spotlight (Recording Document)
9. Respect (Recording Document)
10. LIVE DIGEST